# Let me Roll it!
『Let me Roll it!』(レット・ミー・ロール・イット)はL⇔Rの6枚目のオリジナルアルバム。

## 概要
- 「全曲シングルカットできる」をコンセプトにしたアルバム。
- オリコン週間ランキングで初登場5位（初週売り上げ165,000本）を記録し、L⇔Rがリリースしたアルバムの中で最大のヒットとなった。
- 2017年2月8日にUHQCD盤で「Let me Roll it! 25th Anniversary Complete Edition」として再発売。ボーナストラックとして、シングル４曲のオリジナル版（Single Mix）と『Singles&More Vol.2』に収録されていた『DAYS (Alternate Mix)』が収録されている。

## 収録曲
特記除く 全作詞・作曲:黒沢健一、全編曲:DAIJI OKAI&L⇔R
1. MAYBE BABY (3:26)
  - 黒沢がMelodyに曲を提供した「運命'95」（作詞は元GO-BANG'Sのボーカル・森若香織）をL⇔Rとしてセルフカバーしたもの）。
2. GAME (4:05)
  - 10thシングルとしてリカット。
3. BYE (4:00)
  - 8thシングル。
4. DAYS (4:58)
5. 僕は電話をかけない (4:54)
作詞:黒沢秀樹、作曲:黒沢秀樹
  - ボーカルは黒沢秀樹が務めている
6. TALK SHOW (2:38)
7. HANGIN' AROUND (4:17)
作詞:木下裕晴、作曲:木下裕晴
8. KNOCKIN' ON YOUR DOOR (3:17)
  - 7thシングル。
9. OVER & OVER (3:55)
作詞:木下裕晴、作曲:木下裕晴
10. DAY BY DAY (4:22)
  - 9thシングル。
11. LIME LIGHT (5:17)

### Let me Roll it! 25th Anniversary Complete Edition
1. MAYBE BABY
2. GAME
3. BYE
4. DAYS
5. 僕は電話をかけない
6. TALK SHOW
7. HANGIN' AROUND
8. KNOCKIN' ON YOUR DOOR
9. OVER & OVER
10. DAY BY DAY
11. LIME LIGHT
12. KNOCKIN' ON YOUR DOOR (Single Mix)
13. BYE (Single Mix)
14. DAY BY DAY (Single Mix)
15. GAME (Single Mix)
16. DAYS (Alternate Mix)